# Harry van Lieshout
Hendricus Martinus (Harry) van Lieshout (Woensel, 9 november 1902 - Veldhoven, 14 mei 1977) was een Nederlands politicus. Hij was voor de Katholieke Volkspartij (KVP) bijna 25 jaar lid van de Eerste Kamer, waarvan zes jaar als fractievoorzitter.

## Biografie
Van Lieshout groeide op als oudste kind in een gezin met vier kinderen. Op zijn elfde ging hij als fabrieksarbeider in een schoenenfabriek werken. Op zijn twaalfde stierf zijn vader en vijf jaar later zijn moeder. In 1920 ruilde hij zijn baan in de schoenenfabriek in voor die van psychiatrisch verpleger in geneeskundig gesticht Voorburg in Vught. Hij bleef er achttien jaar.
Van 1933 tot 1938 was hij in Vught lid van de gemeenteraad voor de Roomsch-Katholieke Staatspartij (RKSP) en van 1938 tot 1940 bestuurslid van het Roomsch-Katholiek Werkliedenverbond (RKWV) in het bisdom 's-Hertogenbosch. Na de Tweede Wereldoorlog was hij van november 1945 tot 6 september 1966 lid van de gemeenteraad in Eindhoven, eerst voor de RKSP en vanaf 22 december 1945 voor de KVP. Vanaf 1945 was hij opnieuw bestuurslid van de RKWV in het bisdom 's-Hertogenbosch. Op 7 september 1946 werd hij in Eindhoven wethouder van onder meer sociale zaken, volksgezondheid en financiën. Hij bleef dat tot 6 september 1966.
Van Lieshout was lid van de Eerste Kamer van 6 augustus 1946 tot 10 mei 1971. Hij hield zich in de senaat vooral bezig met sociale zaken, volksgezondheid, binnenlandse zaken en het koninklijk huis. In mei 1949 sloeg hij een benoeming af tot lid van de Tweede Kamer. Van Lieshout was lid van Provinciale Staten van Noord-Brabant van 6 juni 1962 tot 3 juni 1970. In de Eerste Kamer was hij van 1 oktober 1963 tot 7 oktober 1969 fractievoorzitter.

## Onderscheidingen en eerbetoon
- Ridder in de Orde van de Nederlandse Leeuw (29 april 1957)
- Commandeur in de Orde van Oranje-Nassau (29 april 1971)
- Ridder in de Orde van Sint-Gregorius de Grote
- Gouden Speld van de Katholieke Arbeidersbeweging
- Ereburger van Eindhoven

## Privé
Hij trouwde in 1926 en kreeg negen dochters en drie zonen.
- Biografisch Portaal: 24941364
- Parlement.com: vg09ll2v15tq